# Nomia maculata
Nomia maculata là một loài Hymenoptera trong họ Halictidae. Loài này được Friese mô tả khoa học năm 1904.